# 2,2,2-Trifluoroethanol
2,2,2-Trifluoroethanol (rượu TFE hoặc rượu Trifluoroethyl) là hợp chất hữu cơ có công thức CF3CH2OH. TFE  là chất lỏng không màu, có mùi tương tự ethanol. Do độ âm điện của nhóm trifluoromethyl, alcohol này thể hiện tính axit mạnh hơn so với ethanol. Do đó, TFE hình thành các phức dị vòng ổn định (ví dụ THF hoặc pyridine) nhờ liên kết hydro.

## Tổng hợp
TFE sản xuất công nghiệp bằng cách hydro hóa hoặc khử hydride các dẫn xuất của axit trifluoroaxetic, như este hoặc chloride axit.
TFE cũng có thể được điều chế bằng cách thủy phân các hợp chất có công thức chung CF3−CHOH−OR (trong đó R là hydro hoặc nhóm alkyl chứa từ 1 đến 8 nguyên tử carbon), với chất xúc tác chứa Paladi và than hoạt tính. 

## Công dụng
Trifluoroethanol được sử dụng làm dung môi trong hóa hữu cơ. Quá trình oxy hóa các hợp chất lưu huỳnh sử dụng hydro peroxide tiến hành hiệu quả trong TFE. TFE được sử dụng làm chất khử protein. Trong sinh học, TFE được sử dụng làm đồng dung môi trong nghiên cứu sự cuộn gập protein nhờ quang phổ NMR vì dung môi TFE hòa tan hiệu quả peptide và protein. Cấu trúc ba chiều của protein bị ảnh hưởng mạnh vào nồng độ TFE.
Trifluoroethanol công nghiệp được sử dụng làm dung môi cho nylon cũng như trong các ứng dụng trong lĩnh vực dược phẩm.
Trifluoroethanol là tiền chất chủ yếu của isofluran, chất gây mê dạng hít, được liệt kê vào Danh sách các loại thuốc thiết yếu của Tổ chức Y tế Thế giới.
Trifluoroethanol, cụ thể là 2,2,2-Trifluoroethanol cũng được sử dụng trong hóa sinh như một chất ức chế để nghiên cứu enzyme.

## Phản ứng
Oxy hóa trifluoroethanol tạo ra trifluoroaxethandehit hoặc axit trifluoroaxetic.
2,2,2-trifluoro-1-vinyloxyethan là loại thuốc hít được giới thiệu lâm sàng dưới tên thương mại là Fluoromar, điều chế bằng phản ứng giữa Trifluoroethanol với axethylene.

## An toàn
Trifluoroethanol gây độc đối với máu, hệ sinh sản, bàng quang, não, đường hô hấp và mắt. Nghiên cứu đã chỉ ra rằng TFE là chất độc tinh hoàn ở chuột và chó.